# Sverreborga
Die Sverreborga (norwegisch für Sverreburg) ist ein kleiner Berg im ostantarktischen Königin-Maud-Land. Im Conradgebirge der Orvinfjella ragt er am nördlichen Ende der Pettersenegga auf.
Entdeckt und aus der Luft fotografiert wurde er bei der Deutschen Antarktischen Expedition 1938/39 unter der Leitung des Polarforschers Alfred Ritscher. Norwegische Kartographen, die den Berg auch benannten, kartierten ihn anhand von Luftaufnahmen der Dritten Norwegischen Antarktisexpedition (1956–1960). Namensgeber ist Sverre Pettersen, Teilnehmer an der Dritten Norwegischen Antarktisexpedition von 1957 bis 1958.